# Тягтвереська сільська рада
Тя́гтвереська сільська рада (ест. Tähtvere külanõukogu, рос. Тяхтвереский сельский совет) — сільська рада в Естонській РСР та Естонській Республіці, адміністративно-територіальна одиниця в складі Тартуського району (1954—1990) та повіту Тартумаа (1990—1991).

## Географічні дані
Сільська рада розташовувалася в центральній частині Тартуського району.
У 1976 році площа сільради складала 130 км2, у 1977 році після приєднання території ліквідованої Лаеваської сільської ради — 335 км2.
Населення за роками

## Населені пункти
З 1954 до 1968 року адміністративний центр сільради — село Рагінґе, що розташовувалося на відстані 7 км на захід від міста Тарту. 1968 року центр перенесений у село Ілматсалу.
Сільській раді в 1954 році, після об'єднання територій ліквідованих Пігваської та Тягтвере-Ворбузеської сільрад, підпорядковувалися села:
Ряні-Иссо (Räni-Õsso), Гааґе (Haage), Пігва (Pihva), Ригу (Rõhu), Ілматсалу (Ilmatsalu), Каасмару (Kaasmaru), Кардла (Kardla), Ворбузе (Vorbuse), Тягтвере (Tähtvere), Канді (Kandi), Рагінґе (Rahinge).
Станом на 1989 рік до складу Тягтвереської сільської ради входили селище Ілматсалу (Ilmatsalu alevik) та 9 сіл: Ворбузе (Vorbuse), Гааґе (Haage), Кандікюла (Kandiküla), Кардла (Kardla), Пігва (Pihva), Рагінґе (Rahinge), Ригу (Rõhu), Тюкі (Tüki), Тягтвере (Tähtvere).

## Землекористування
На момент утворення сільради в межах її території землями користувалися колгоспи: ім. Кірова, «Лембіту» («Lembitu»), «Червона Зірка» («Punane Täht»); радгоспи «Ільматсалу» (Ilmatsalu) та «Ригу» (Rõhu), а також кінно-кормова база Тартуського ліспромгоспу, Тягтвереська дослідна база Академії наук Естонської РСР, підсобне господарство міжрайонної контори «Заготхудоба», Ільматсалуський та Ванааземеський цегляні заводи, плодоовочеве господарство Тартуського промкомбінату ЕРСПО.

## Історія

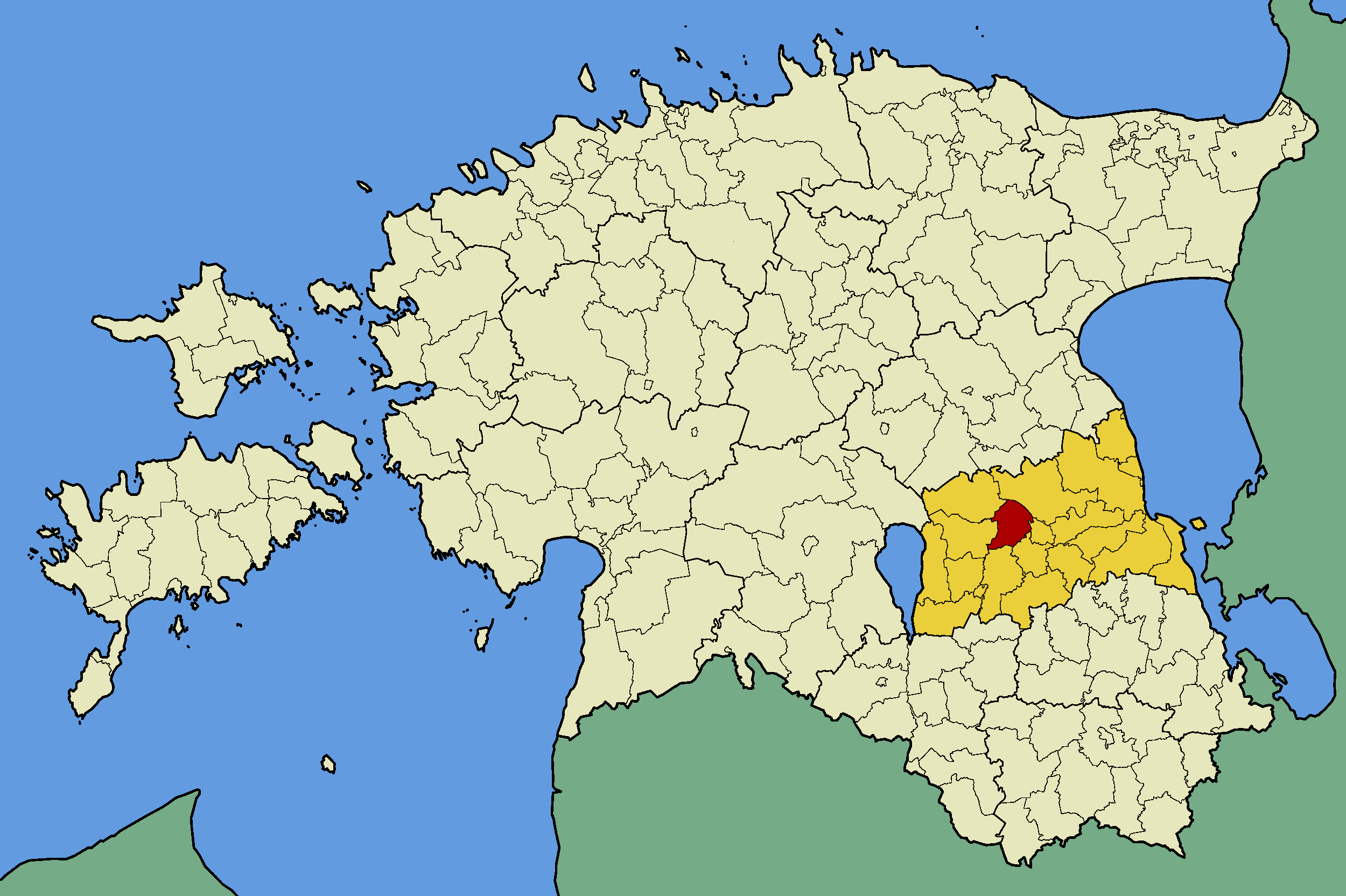
Волость Тягтвере після 1991 року

17 червня 1954 року в процесі укрупнення сільських рад Естонської РСР в Тартуському районі утворена Тягтвереська сільська рада шляхом об'єднання територій Пігваської та Тягтвере-Ворбузеської сільрад, що ліквідовувалися. Адміністративний центр новоутвореної сільради розташовувався в селі Рагінґе.
27 грудня 1968 року сільрада передала 160 га Лемматсіській та 269 га Ниоській сільським радам. Того ж  дня адміністративний центр сільради перенесений із села Рагінґе до села Ілматсалу.
27 грудня 1976 року територія Тягтвереської сільради збільшилася на заході внаслідок приєднання земель ліквідованої Лаеваської сільської ради.
22 квітня 1977 року задля збільшення адміністративної території міста Тарту Тягтвереська сільрада втратила 232 га своєї площі, де мешкали 59 осіб.
26 березня 1987 року на території площею 25 329 га, відокремленій від Тягтвереської сільради, відновлена Лаеваська сільська рада.
16 травня 1991 року Тягтвереська сільська рада Тартуського повіту перетворена у волость Тягтвере з отриманням статусу самоврядування.